# Amy Bruckner
Amelia Ellen "Amy" Bruckner, född 28 mars 1991 i Conifer, Colorado, USA, är en amerikansk skådespelare. Hon är mest känd för sin roll som Pim Diffy i Disney Channel-serien Phil från framtiden.

## Filmografi
| År        | Titel                                 | Roll            | Övrigt                    |
| --------- | ------------------------------------- | --------------- | ------------------------- |
| 2002      | Cityakuten                            | Ariel           | Gästroll/1 avsnitt        |
| 2002      | Ally McBeal                           | Hayley          | Gästroll/1 avsnitt        |
| 2002      | Vita huset                            | Sally           | Gästroll/1 avsnitt        |
| 2003      | Regular Joe                           | Allissa         | Gästroll/1 avsnitt        |
| 2003      | American Dreams                       | Elaine          | Gästroll/1 avsnitt        |
| 2003      | Vem dömer Amy?                        | Emily Michaels  | Gästroll/1 avsnitt        |
| 2003–2004 | Oliver Beene                          | Susan Brotsky   | 4 avsnitt                 |
| 2004      | They Are Among Us                     | Brandi          | Gjord för television      |
| 2004      | Costume Party Capers: The Incredibles | Kid Kareoki     | Gjord för television      |
| 2004–2005 | Malcolm in the Middle                 | Zoe             | 3 avsnitt                 |
| 2004–2006 | Phil från framtiden                   | Pim Diffy       | Huvudroll                 |
| 2005      | Rebound                               | Annie           |                           |
| 2005–2007 | American Dragon: Jake Long            | Haley Long      | Huvudroll (röst)          |
| 2006      | American Dragon: Jake Long            | Millie Fillmore | Gästroll (röst)/1 avsnitt |
| 2007      | Nancy Drew                            | Bess            |                           |